# Amiota wuyishanensis
Amiota wuyishanensis este o specie de muște din genul Amiota, familia Drosophilidae, descrisă de Chen și Zhang în anul 2005. Conform Catalogue of Life specia Amiota wuyishanensis nu are subspecii cunoscute.